# Upplands runinskrifter 602
Upplands runinskrifter 602 är en medeltida runsten av granit i Valö kyrka, Valö socken och Östhammars kommun. Ristningen är en nonsensinskrift, utförd av någon som inte kunde konsten att rista runor. Runstenen är 1,8 meter hög och 1,7 meter bred. Runslingan är 6-7 centimeter bred. Runstenen har tidigare legat som tröskelsten i vapenhusdörren, men står sedan 1943 rest mot vapenhusets västra vägg.

## Inskriften
Translitterering av runraden:
...isu × si-(r)aþu- × ...k × -...r × --raki(m)(þ)... ...ima × sim-- × þia- × -...